# 박민영 (축구 선수)
박민영(한국 한자: 朴民迎, 1987년 4월 2일 ~ )은 대한민국의 축구 선수로, 포지션은 공격수이다.